# دوري المقاطعات المشترك
دوري المقاطعات المشتركة لكرة القدم هو دوري إقليمي لكرة القدم للرجال في جنوب شرق إنجلترا، يضم أعضاء من باركشير، باكينغهامشير، هامبشاير، هارتفوردشير، جيرزي، كنت، ميدلسكس، أكسفوردشير، سري، والنصف الغربي من لندن الكبرى، ويضم عدداً من الأندية شبه المحترفة. الدوري برعاية Cherry Red Records [الإنجليزية] ويُعرف رسمياً باسم دوري Cherry Red Records للمناطق المشتركة لكرة القدم.
تأسس الدوري في عام 1922 تحت اسم الدوري السري الكبير ‏ وأعيد تسميته إلى دوري المناطق المشتركة في عام 1978. في البداية، كان الدوري يضم قسمًا واحدًا فقط، لكنه الآن يضم 63 فريقاً موزعين على ثلاثة أقسام: الممتاز الشمالي، الممتاز الجنوبي، والدرجة الأولى. كما يضم الدوري قسمًا جديدًا يسمى دوري الدرجة الثانية يتألف من تسعة فرق، معظمها فرق احتياطية وتطويرية، بالإضافة إلى ستة فرق تتنافس في قسم تطوير تحت 23 عاماً المعروف باسم دوري تطوير جون بينيت، و20 فريقاً تحت 18 عاماً مقسمين على أقسام شمال وجنوب تُعرف باسم أقسام الشباب تحت 18 عاماً لتوني فورد. هذه الأقسام الأربعة تقع خارج نظام الدوري الوطني.
الدوريان الممتازان الشمالي والجنوبي هما اثنان من بين ستة عشر دوريًا معترفًا بها تشكل المستوى التاسع من نظام دوريات كرة القدم الإنجليزية (المعروف بالخطوة 5 من نظام الدوري الوطني)، بينما دوري الدرجة الأولى هو واحد من بين سبعة عشر دوريًا معترفًا بها في المستوى العاشر (المعروف بالخطوة 6 من نظام الدوري الوطني). يعتبر دوري المناطق المشتركة لكرة القدم أحد الدوريات المغذية لدوري إسثميان والدوري الجنوبي.

## التاريخ
غُيّر اسم الدوري في 18 يونيو 1978 عندما خضع لدوري سري الكبير ‏ لتغيير جذري بهدف جذب الأندية من خارج المقاطعة. أُطلق على الدوري الموسع في البداية اسم دوري مقاطعات هوم، ولكن كان هناك أعتراض على هذا الاسم من مؤتمر مقاطعات هوم، مما أجبر الدوري على تغيير اسمه.
كان لدى الدوري اتفاق شفهي مع جمعية كرة القدم بمقاطعة سري ‏ للعودة إلى اسم مشابه للدوري السابق – دوري سري الكبير لكرة القدم. ومع ذلك، رفض هذا الاسم لاحقاً لأن جمعية كرة القدم بمقاطعة سري كانت تنوي إعادة تشكيل دوري سري الكبير في وقت لاحق. اقترح الاتحاد الإنجليزي لكرة القدم في البداية أن يُطلق على الدوري اسم دوري كورنثيان لكرة القدم، ولكن هذا الاقتراح لم يلقَ قبولاً من الدوري الأثيني لكرة القدم ‏ الذي كان قد استوعب الدوري الكورنثي القديم. وتمت الموافقة على الاقتراح البديل، وهو دوري المقاطعات المشتركة لكرة القدم، ليبدأ تطبيقه في موسم 1979–80 ‏.
مع تزايد عدد الأندية في موسم 1981–82 ‏، قسمت الأندية إلى قسمين متساويين: القسم الشرقي والقسم الغربي. واجه الفائزون في القسمين بعضهم البعض في نهائي ملحق من مباراتين، حيث فاز أش يونايتد ‏ بمجموع 3–0 ضد مالدن تاون ‏. وعاد الدوري إلى قسم واحد في موسم 1982–83 ‏.
بدأ الدوري بتسعة أندية مؤسسة واستمر في النمو تدريجياً، مما أدى إلى أن يصبح الدوري مغذياً لدوري إسثميان في عام 1984 مع تنافس 16–18 فريقاً عادةً في دوري المناطق المشتركة لكرة القدم. أصبح ساوثويك أول فريق يصعد إلى دوري إسثميان من نادٍ مغذٍ في عام 1985، وتبعه تشرتسي تاون ‏ بعد عام.
في عام 1987، أعلن الدوري عن اتفاقية رعاية لمدة أربع سنوات مع دان-إير بقيمة خمس أرقام. وكجزء من الاتفاقية، أصبح الدوري يُعرف باسم دوري دان-إير لكرة القدم وإدخال فريق تمثيلي. وأطلق كأس النخبة دان-إير في عام 1989.
شُكل دوري دان-إير للشباب في موسم 1991–92 ‏ وفتح أبوابه أمام فرق الشباب من جميع الأندية الأعضاء. ومع ذلك، جذب الدوري سبعة أندية فقط في الموسم الافتتاحي وتوقف عن المنافسة بعد عام واحد. ومع انتهاء رعاية دان-إير في نهاية الموسم، اتفق الدوري على صفقة رعاية مع شركة Parasol Professional Portrait Photography وأصبح يُعرف باسم دوري باراسول للمقاطعات المشتركة لكرة القدم. وأصبح كأس التحدي الدوري يُعرف باسم كأس تحدي باراسول، واستبدل كأس النخبة دان-إير بكأس فرازر فرايت مع رعاية من شركة Frazer Freight International.
قبل موسم 1997–98، حصل الدوري على رعاية إضافية وأصبح يُعرف باسم دوري المناطق المشتركة لكرة القدم كوريج. في عام 2002، وصل عدد أعضاء الدوري إلى 24 نادياً، وكان من أبرزها انضمام إيه أف سي ويمبلدون. أثبتت إضافة إيه أف سي ويمبلدون أنها ذات قيمة كبيرة لبقية أندية الدوري. حيث جذبت مباريات النادي على أرضه ما يصل إلى 4000 مشجع، مما أدى إلى تحطيم العديد من الأندية أرقام حضورها القياسية وزيادة إيرادات المباريات. كما تطلبت أولى مباريات النادي في الدوري وجود عدد كبير من أفراد الشرطة، بما في ذلك الشرطة الراكبة وطائرات الهليكوبتر الدورية.
في عام 2002، بدأ الدوري اتفاقية رعاية لمدة ثلاث سنوات ليُعرف باسم دوري المناطق المشتركة لكرة القدم سيغريف هوليدج، إلا أن شركة سيغريف انسحبت من الصفقة بعد موسم واحد.
بعد مؤتمر نظام الدوري الوطني في يوليو 2002، دخل دوري المناطق المشتركة لكرة القدم ودوري سري الكبير في مناقشات. وأسفرت هذه المناقشات عن اندماج الدوريين لموسم 2003–04، مكونين دوريًا يضم 40 ناديًا ويعمل عبر الخطوتين الرابعة والخامسة من كرة القدم غير الاحترافية، مع قسم ممتاز وقسم أول.
في موسم 2005–06، حصل الدوري على رعاية جديدة من Cherry Red Records، وأصبح يُعرف باسم دوري Cherry Red Records للمناطق المشتركة لكرة القدم.
في عام 2011، قبل الدوري عضوية النادي الذي تأسس حديثًا غيرنزي. وأدى انضمام الفريق إلى سفر الأندية جواً أو عبر العبّارة إلى جزر القناة الإنجليزية للعب مبارياتهم، حيث تحمل نادي غيرنزي تكاليف السفر كجزء من شروط عضويته. بدعم من اللاعب الدولي السابق لـ منتخب إنجلترا لكرة القدم ماتيو لو تيسيي، الذي شارك مرة واحدة في دوري المناطق المشتركة لكرة القدم عام 2013، فاز النادي بدوري المناطق المشتركة القسم الأول وكأس التحدي الممتاز في موسمه الأول.
في مايو 2018، تم ترقية وستفيلد ووصيف القسم الممتاز بيدفونت سبورتس ‏ إلى دوري بوستيك (دوري إسثميان) لكرة القدم نتيجة لقرار الاتحاد الإنجليزي بإعادة هيكلة الخطوتين 3 و4 من نظام الدوري الوطني. كانت هذه هي المرة الأولى التي يتم فيها ترقية فريقين في موسم واحد.
تم إلغاء موسم 2019–20 بسبب جائحة فيروس كورونا في إنجلترا. وأدت الجائحة إلى المزيد من التعطيلات في موسم 2020-21، حيث بدأ في سبتمبر قبل أن يتم تعليقه في ديسمبر وإنهاؤه نهائيًا في فبراير 2021 بسبب قيود الإغلاقات بسبب جائحة كورونا-19. أعلن الاتحاد الإنجليزي لاحقاً في 12 أبريل أن دوري المناطق المشتركة لكرة القدم سيدير قسماً جديداً للخطوة الخامسة ابتداءً من موسم 2021–22 بعد تأجيل إعادة هيكلة نظام الدوري الوطني لمدة موسم واحد بسبب الجائحة.
في نهاية أبريل 2023، أعلن دوري المناطق المشتركة عن تشكيل القسم الثاني الجديد لموسم 2023–24، الذي يضم فرق احتياطية وفرق تطوير تحت 23 عاماً للأندية الأعضاء بالدوري، وتمت الموافقة على ذلك من قبل الاتحاد الإنجليزي. ولم يتم منحه حالياً خطوة على هرم كرة القدم.
قبل موسم 1997–98، حصل الدوري على رعاية إضافية وأصبح يُعرف باسم دوري المناطق المشتركة لكرة القدم كوريج. في عام 2002، وصل عدد أعضاء الدوري إلى 24 نادياً، وكان من أبرزها انضمام إيه أف سي ويمبلدون. أثبتت إضافة إيه أف سي ويمبلدون أنها ذات قيمة كبيرة لبقية أندية الدوري. حيث جذبت مباريات النادي على أرضه ما يصل إلى 4000 مشجع، مما أدى إلى تحطيم العديد من الأندية أرقام حضورها القياسية وزيادة إيرادات المباريات. كما تطلبت أولى مباريات النادي في الدوري وجود عدد كبير من أفراد الشرطة، بما في ذلك الشرطة الراكبة وطائرات الهليكوبتر الدورية.
في عام 2002، بدأ الدوري اتفاقية رعاية لمدة ثلاث سنوات ليُعرف باسم دوري المناطق المشتركة لكرة القدم سيغريف هوليدج، إلا أن شركة سيغريف انسحبت من الصفقة بعد موسم واحد.
بعد مؤتمر نظام الدوري الوطني في يوليو 2002، دخل دوري المناطق المشتركة لكرة القدم ودوري سري الكبير في مناقشات. وأسفرت هذه المناقشات عن اندماج الدوريين لموسم 2003–04، مكونين دوريًا يضم 40 ناديًا ويعمل عبر الخطوتين الرابعة والخامسة من كرة القدم غير الاحترافية، مع قسم ممتاز وقسم أول.
في موسم 2005–06، حصل الدوري على رعاية جديدة من Cherry Red Records، وأصبح يُعرف باسم دوري Cherry Red Records للمناطق المشتركة لكرة القدم.
في عام 2011، قبل الدوري عضوية النادي الذي تأسس حديثًا غيرنزي. وأدى انضمام الفريق إلى سفر الأندية جواً أو عبر العبّارة إلى جزر القناة الإنجليزية للعب مبارياتهم، حيث تحمل نادي غيرنزي تكاليف السفر كجزء من شروط عضويته. بدعم من اللاعب الدولي السابق لـ منتخب إنجلترا لكرة القدم ماتيو لو تيسيي، الذي شارك مرة واحدة في دوري المناطق المشتركة لكرة القدم عام 2013، فاز النادي بدوري المناطق المشتركة القسم الأول وكأس التحدي الممتاز في موسمه الأول.
في مايو 2018، تم ترقية وستفيلد ووصيف القسم الممتاز بيدفونت سبورتس ‏ إلى دوري بوستيك (دوري إسثميان) لكرة القدم نتيجة لقرار الاتحاد الإنجليزي بإعادة هيكلة الخطوتين 3 و4 من نظام الدوري الوطني. كانت هذه هي المرة الأولى التي يتم فيها ترقية فريقين في موسم واحد.
تم إلغاء موسم 2019–20 بسبب جائحة فيروس كورونا في إنجلترا. وأدت الجائحة إلى المزيد من التعطيلات في موسم 2020-21، حيث بدأ في سبتمبر قبل أن يتم تعليقه في ديسمبر وإنهاؤه نهائيًا في فبراير 2021 بسبب قيود الإغلاقات بسبب جائحة كورونا-19. أعلن الاتحاد الإنجليزي لاحقاً في 12 أبريل أن دوري المناطق المشتركة لكرة القدم سيدير قسماً جديداً للخطوة الخامسة ابتداءً من موسم 2021–22 بعد تأجيل إعادة هيكلة نظام الدوري الوطني لمدة موسم واحد بسبب الجائحة.
في نهاية أبريل 2023، أعلن دوري المناطق المشتركة عن تشكيل القسم الثاني الجديد لموسم 2023–24، الذي يضم فرق احتياطية وفرق تطوير تحت 23 عاماً للأندية الأعضاء بالدوري، وتمت الموافقة على ذلك من قبل الاتحاد الإنجليزي. ولم يمنح خطوة على هرم كرة القدم.

## قواعد الترويج والكؤوس
وتسمح قواعدها بصعود وهبوط ما يصل إلى ثلاثة فرق بين الدرجة الممتازة والدرجة الأولى؛ ويعتمد الصعود على الأندية التي تحتل المراكز الثلاثة الأولى في الدرجة الأولى، حيث يتمتع كل منها بالتصنيف الأرضي الصحيح. يُزود دوري الدرجة الأولى من خلال دوريات المقاطعات على المستوى 11، الخطوة 7 السابقة من نظام الدوري الوطني، مثل دوري مقاطعة ساري الممتاز لكرة القدم ، ودوري مقاطعة ميدلسكس، ودوري وادي التايمز الممتاز لكرة القدم .
تنظم الرابطة ثلاث كؤوس.
1. تتنافس الفرق في جميع الأقسام الثلاثة على كأس التحدي الممتاز.
2. تتنافس فرق الدرجة الأولى على كأس الدرجة الأولى.
3. تتنافس الأندية الأعضاء الحالية والسابقة التي لديها فرق تلعب في الفئة العمرية تحت 18 عامًا في دوريات أخرى على كأس جرانت ماكليلان للشباب.

سمي كأس التحدي الجنوبي المشترك "كأس رابطة المقاطعات المشتركة التكميلية" وتضم بعض الأندية في الدوري الإسثمي والدوريات الأخرى.

## الفرق الأعضاء 2024–25

المنطقة التي يغطيها دوري المقاطعات المشترك ملونة باللون الخوخي.

| - أميرشام تاون - أردلي يونايتد ‏ - بدفنت سبورتس ‏ - بيركس كاونتي ‏ - بريتيش إيرويز - برودفيلدز يونايتد ‏ - بيرنهام - إدجوير وكينغسبري ‏ - إغهم تاون ‏ - هاريفيلد يونايتد ‏ - هيلتوب - هولي بورت ‏ - ميلتون يونايتد ‏ - نورث غرينفورد يونايتد ‏ - ريدينغ سيتي ‏ - ريسبره رينجرز ‏ - فيرجينيا ووتر ‏ - والينغفورد وكرو مارش ‏ - ويمبلي - ووركينغهام وإمربروك ‏ | - أبي رينجرز ‏ - إيه إف سي وايتلييف ‏ - نادي ألتون - بالهم - كامبرلي تاون ‏ - تشيبستيد - نادي كوبهام ‏ - كورنثيان كاشولز - إبسوم وإويل ‏ - فليت تاون ‏ - نادي غيلفورد سيتي - هارلي تاون ‏ - جيرسي بولز ‏ - كنابهيل - ريدهيل - ساندهيرست تاون ‏ - شيرووتر - سبيلثورني سبورتس ‏ - تادلي كالييفا ‏ - توتينغ وميتشام يونايتد ‏ | - بدفنت - بيلستون - بروك هاوس ‏ - تشالفونت سانت بيتر ‏ - كوليرز وود يونايتد ‏ - إيفيرسلي وكاليفورنيا ‏ - إف سي ديبورتيفو غاليسيا ‏ - نادي هيلينغدون بورو - هولمر غرين ‏ - لانغلي - لندن ساموراي روفرز ‏ - مولسي - أوكسي جيتس ‏ - بن وتايلرز غرين ‏ - بي إف سي فيكتوريا ‏ - رايزينغ بالرز كينزينغتون ‏ - سبارتانز يوث ‏ - ستينز ولاماس (ميدلسكس) ‏ - ويستسايد - ويندسور - ويندسور وإيتون ‏ - وودلي يونايتد ‏ - ييتلي يونايتد ‏ | - سي بي هونسلو يونايتد وأبوتس ‏ الاحتياطي - إيجلز لاند كريكليفوود 2 - FAB - الاحتياطي الهندي جيمخانا - لانغلي تحت 23 - لندن رينجرز ‏ - شيفردز بوش SB باليرز - ستريثام |  |  |

## قائمة الابطال
بالنسبة لموسم 1978-1979، كان الدوري يُعرف باسم دوري المقاطعات الرئيسية.
| موسم    | البطل                     |
| ------- | ------------------------- |
| 1978–79 | بريتيش ايروسبيس (ويبريدج) |
| 1979–80 | جيلدفورد ووربلسدون        |
| 1980–81 | مدينة مالدن               |

في موسم 1981-1982، قسم الدوري إلى قسمين.
| موسم    | القسم الغربي | القسم الشرقي | تصفيات البطولة                 |
| ------- | ------------ | ------------ | ------------------------------ |
| 1981–82 | اش يونايتد   | مدينة مالدن  | فاز فريق آش يونايتد بنتيجة 3-0 |

في موسم 1982-1983، عاد الدوري إلى قسم واحد.
| موسم    | البطل                      |
| ------- | -------------------------- |
| 1982–83 | هارلي وينتني ‏              |
| 1983–84 | غودالمينغ تاون ‏            |
| 1984–85 | مالدن فيل ‏                 |
| 1985–86 | بريتيش إيروسبيس (ويبريدج) ‏ |
| 1986–87 | آش يونايتد ‏                |
| 1987–88 | بريتيش إيروسبيس (ويبريدج) ‏ |
| 1988–89 | بريتيش إيروسبيس (ويبريدج) ‏ |
| 1989–90 | تشيبستيد                   |
| 1990–91 | فارنهام تاون ‏              |
| 1991–92 | فارنهام تاون ‏              |
| 1992–93 | بيبارد                     |
| 1993–94 | بيبارد                     |
| 1994–95 | آشفورد تاون (ميدلسكس)      |
| 1995–96 | آشفورد تاون (ميدلسكس)      |
| 1996–97 | آشفورد تاون (ميدلسكس)      |
| 1997–98 | آشفورد تاون (ميدلسكس)      |
| 1998–99 | آش يونايتد ‏                |
| 1999–00 | آشفورد تاون (ميدلسكس)      |
| 2000–01 | كوف                        |
| 2001–02 | إيه إف سي وولينغفورد       |
| 2002–03 | ويثدين 2000 ‏               |

بالنسبة لموسم 2003-2004 تمت إضافة دوري الدرجة الأولى المكون بشكل أساسي من أندية من دوري مقاطعة ساري للكبار.
| موسم    | الدوري الممتاز         | دوري الدرجة الأولى         |
| ------- | ---------------------- | -------------------------- |
| 2003–04 | إيه أف سي ويمبلدون     | إيه إف سي غيلفورد          |
| 2004–05 | والتون كاجوالز ‏        | Coney Hall                 |
| 2005–06 | غودالمينغ تاون ‏        | وارلينغهام                 |
| 2006–07 | تشيبستيد               | فارنهام تاون ‏              |
| 2007–08 | ميرستام                | ستينس لاماس                |
| 2008–09 | بيدفنت جرين            | ستينس لاماس                |
| 2009–10 | نورث غرينفورد يونايتد ‏ | مول فالي SCR ‏              |
| 2010–11 | غيلفورد سيتي           | وستر بارك ‏                 |
| 2011–12 | غيلفورد سيتي           | غيرنسي                     |
| 2012–13 | إغهم تاون ‏             | فريملي غرين ‏               |
| 2013–14 | ساوث بارك              | سبيلثورن سبورتس ‏           |
| 2014–15 | مولزي                  | فارلي روفرز ‏               |
| 2015–16 | هارلي وينتني ‏          | سي بي هارلي وينتني يونايتد |
| 2016–17 | هارلي وينتني ‏          | بانستيد أثليتيك ‏           |
| 2017–18 | ويستفيلد               | وستر بارك ‏                 |
| 2018–19 | تشيرتسي تاون ‏          | شيرووتر                    |
| 2019–20 | بلا بطل، ألغي الموسم   | بلا بطل، ألغي الموسم       |
| 2020–21 | بلا بطل، ألغي الموسم   | بلا بطل، ألغي الموسم       |

بالنسبة لموسم 2021–22، قسم الدوري الممتاز إلى قسمين.
| موسم    | الدوري الممتاز الشمالي | الدوري الممتاز الجنوبي | دوري الدرجة الأولى |
| ------- | ---------------------- | ---------------------- | ------------------ |
| 2021–22 | فيلا هانورث            | بيكينهام تاون          | لندن ليونز         |
| 2022–23 | اسكوت يونايتد          | راينز بارك فالي        | بلدة ساندهيرست     |
| 2023–24 | فلاكويل هيث            | مدينة فارنهام          | مدينة أميرشام      |

## الملاحظات والمراجع
ملاحظات حول الموقع حيث لا يكون الاسم مدينة واحدة
1. ↑  سبيلثورني سبورتس يلعبون في آشفورد كومون  [لغات أخرى]‏
2. ↑  كاليفورنيا، إنجلترا جزء من فينتشمبستيد (باركشير). الفريق يلعب في إيفيرسلي.

المراجع
1. 1 2 3 4 5 6 7 8 9 10 11 12 13 14 15 16  "Brief History". Combined Counties Football League. مؤرشف من الأصل في 2018-04-18. اطلع عليه بتاريخ 2018-04-17.
2. 1 2  "FA Update On Steps 3-6". 24 فبراير 2021. مؤرشف من الأصل في 2021-02-24. اطلع عليه بتاريخ 2021-04-30.
3. 1 2  "EXPLAINED: The 2021-22 Non-League restructure". The Non-League Paper. 12 أبريل 2021. مؤرشف من الأصل في 2021-11-09. اطلع عليه بتاريخ 2021-04-30.
4. 1 2  Conlon، Chris (30 أبريل 2023). "New Division Two To Be Formed For 2023-2024". Combined Counties Football League.
5. ↑  "Southern Combination Challenge Cup 2015–2016 – The Cherry Red Records Combined Counties Football League". combinedcountiesleague.co.uk. 4 أغسطس 2015. مؤرشف من الأصل في 2016-07-01. اطلع عليه بتاريخ 2016-06-05.
6. ↑  "Southern Combination Challenge Cup 2016–2017". Combined Counties Football League. مؤرشف من الأصل في 2018-04-16. اطلع عليه بتاريخ 2016-01-05.

## روابط خارجية
- الموقع الرسمي
- صفحة الدوري الإنجليزي الممتاز